# Onthophagus kachowskii
Onthophagus kachowskii är en skalbaggsart som beskrevs av Olsoufief 1900. Onthophagus kachowskii ingår i släktet Onthophagus och familjen bladhorningar. Inga underarter finns listade i Catalogue of Life.